# 自画像 (デューラー、1500年)
『自画像』（じかぞう、独: Selbstbildnis im Pelzrock、英: Self-Portrait) は、ドイツのルネサンス期の巨匠、アルブレヒト・デューラーが1500年に制作した28歳の時の自画像で、板上に油彩で描かれている。画家は生涯にわたり素描、油彩で複数の自画像を描いているが、本作は油彩画としては22歳の時の『自画像』 (ルーヴル美術館) 、26歳の時の『自画像』 (プラド美術館) に次いで3点目の作品である。この後、画家は油彩での自画像は残していない。本作はおそらくデューラーによりニュルンベルク市に寄贈もしくは売却され、1528年の彼の死の直前から当地で公開されていたが、1805年にバイエルン王国のルートヴィヒ1世により取得され、以降ミュンヘンのアルテ・ピナコテークに収蔵されている。

## 図像

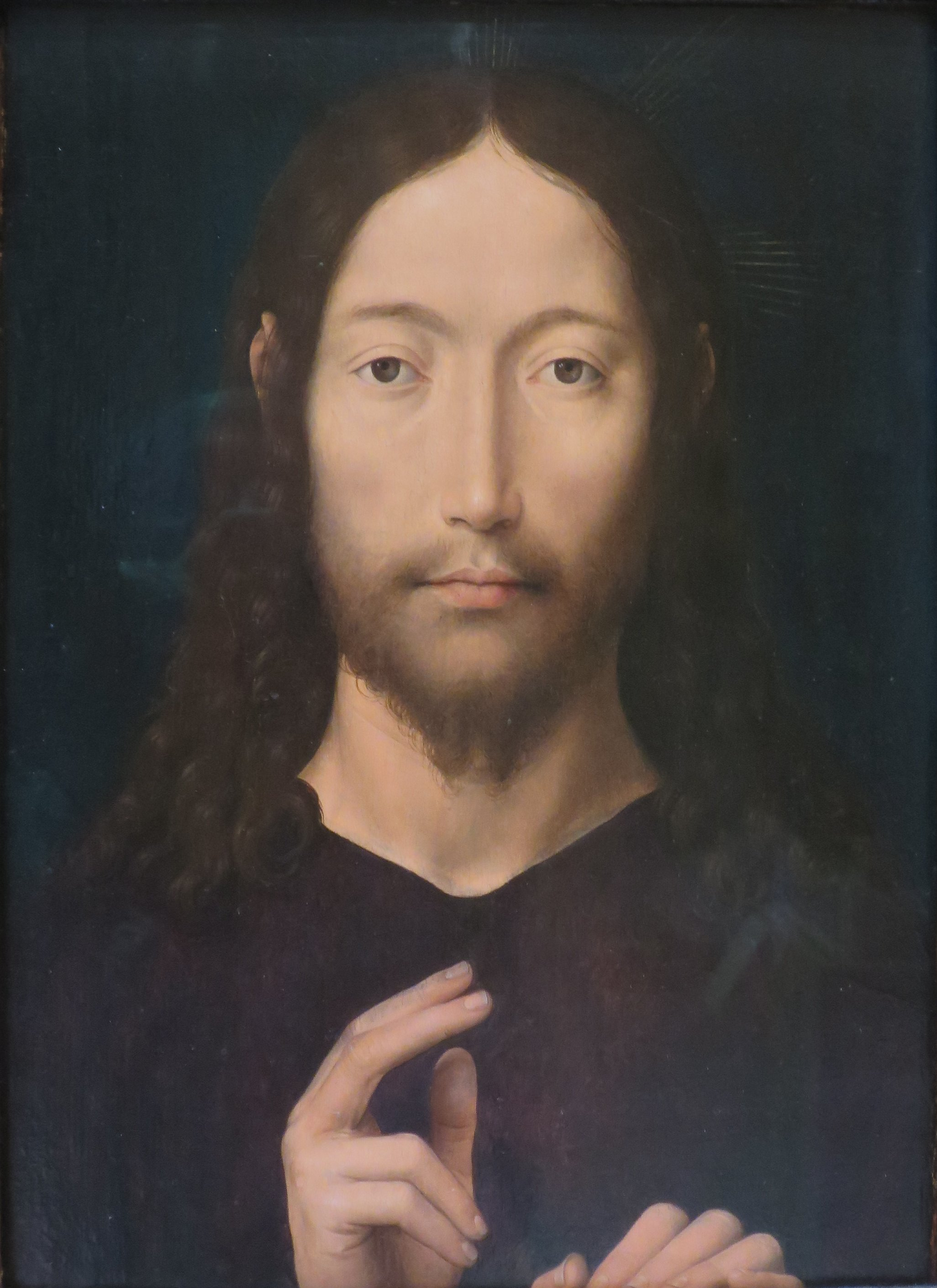
ハンス・メムリンク (初期フランドル派) 『祝福するキリスト』15世紀後半

本作に先立ち描かれた23歳と26歳の時の『自画像』において、画面右方向に顔を向けたデューラーは4分の3正面向きで描かれているが、本作で画家の顔は左右対称に正面向きで描かれている。このような正面向きの図像はイエス・キリストのイメージ、「ヴェラ・イコン」 (vera icon) を表すためのものであった。実際、本作が「救世主キリスト」の図像に倣っていることは初期フランドル派の画家たちやドイツの先達マルティン・ショーンガウアーの作例と比べてみれば明らかである。そのように自らの姿をキリストの図像に投影して描くという行為の背景には、創造者としての芸術家デューラーの強い使命感と自負心があったものと想定される。

## 作品
画面右上にはラテン語の碑文があり、「ここに私はみずからを、ニュルンベルクのアルブレヒト・デューラー、当時28歳を、不滅の色彩で描いた」と記されている。
後の1512年、デューラーは自身の著作『絵画論』の草稿に、「偉大な絵画芸術は、何百年も前に権威ある王たちから大いなる尊敬を受けていた。王たちは傑出した芸術家たちに富を与え、彼らを賞賛した。それというのも、そのような才能を神にも等しいとみなしたからである。良い画家は、その内に多くの形姿を抱いていて、もし仮に永遠に生き続けるとしても、プラトンのいうところの内面のイデアから、常に何かしら新しいものを作品の中に注ぎこむのである」と記している。
デューラーは、本作に永遠に枯渇することのない創造者としての芸術家、「神にも等しい」創造者としての芸術家の像を描き出そうとしたのであろう。とはいえ、この時代にあっては、画家に創造者としての芸術家という自覚はあっても、あくまでも芸術は神に発し、芸術家は神からその創造の力を委ねられている、芸術は「天から注ぎこまれる」という考えが根本にあった。さらに、多くの研究者が指摘しているように、デューラーが芸術家としてのみならず、個人としても、「キリストに倣って (Imitario Christi)」生きよう、その苦難を自らも負い、耐え忍ぼうという宗教的信念を持っていたことは確かであり、そのことは自らを「苦難のキリスト」として描いた晩年の素描にも示されている。そのような宗教的信念があってこそ、本作のような「自画像」の構想が生まれ、正当化されたのであろう。
芸術家の使命と地位が大きな変動を被りつつあったこの時期、より広い視野においては精神的にも社会的にも大きな変革が迫りつつあった、世紀の変わり目であったこの時期におけるデューラーの全人格的自己表明が本自画像であったと考えられる。

## デューラーの自画像

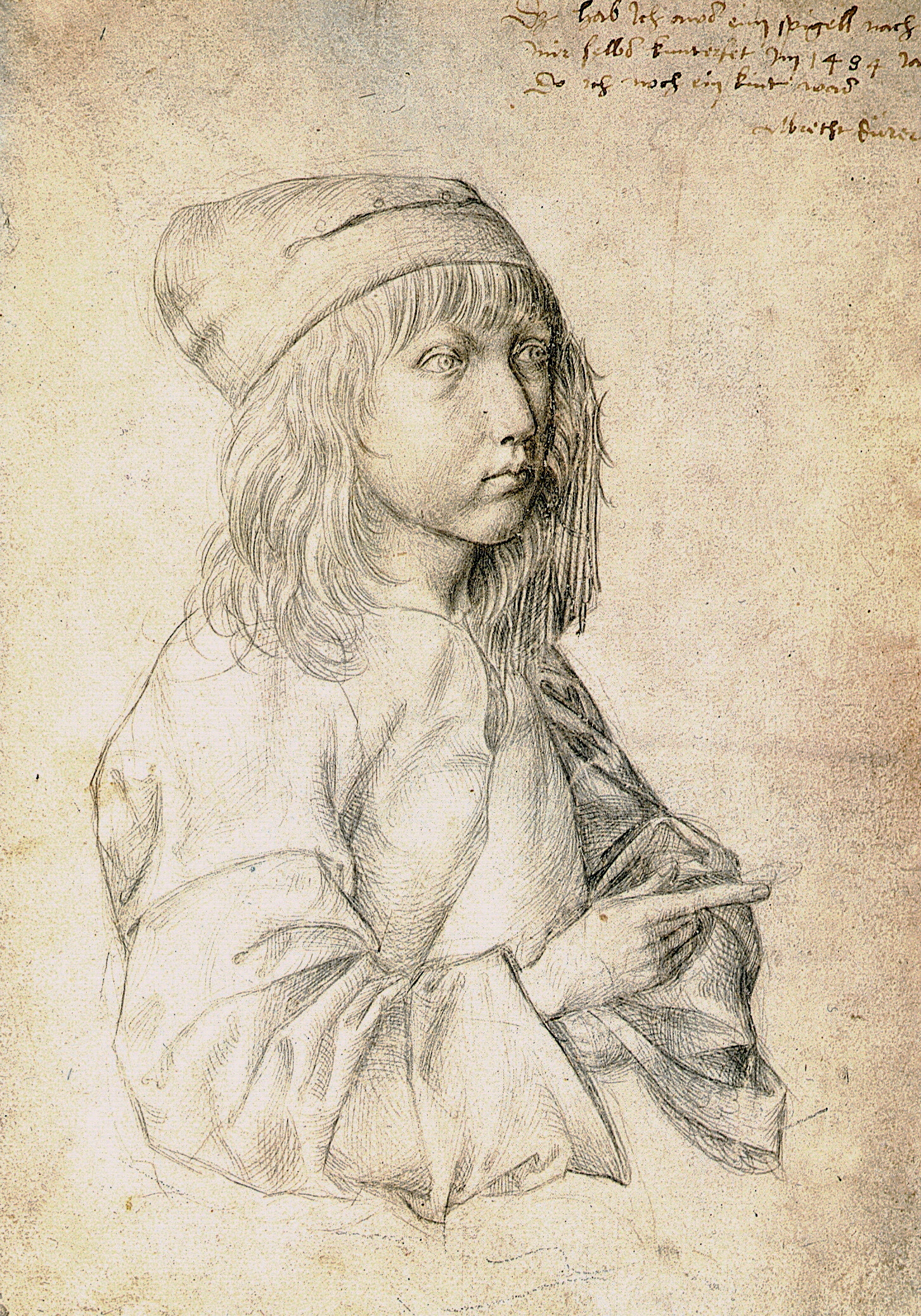
『13歳の時の自画像』銀筆 で、鏡を使って制作された素描 (1484年) アルベルティーナ (ウィーン)
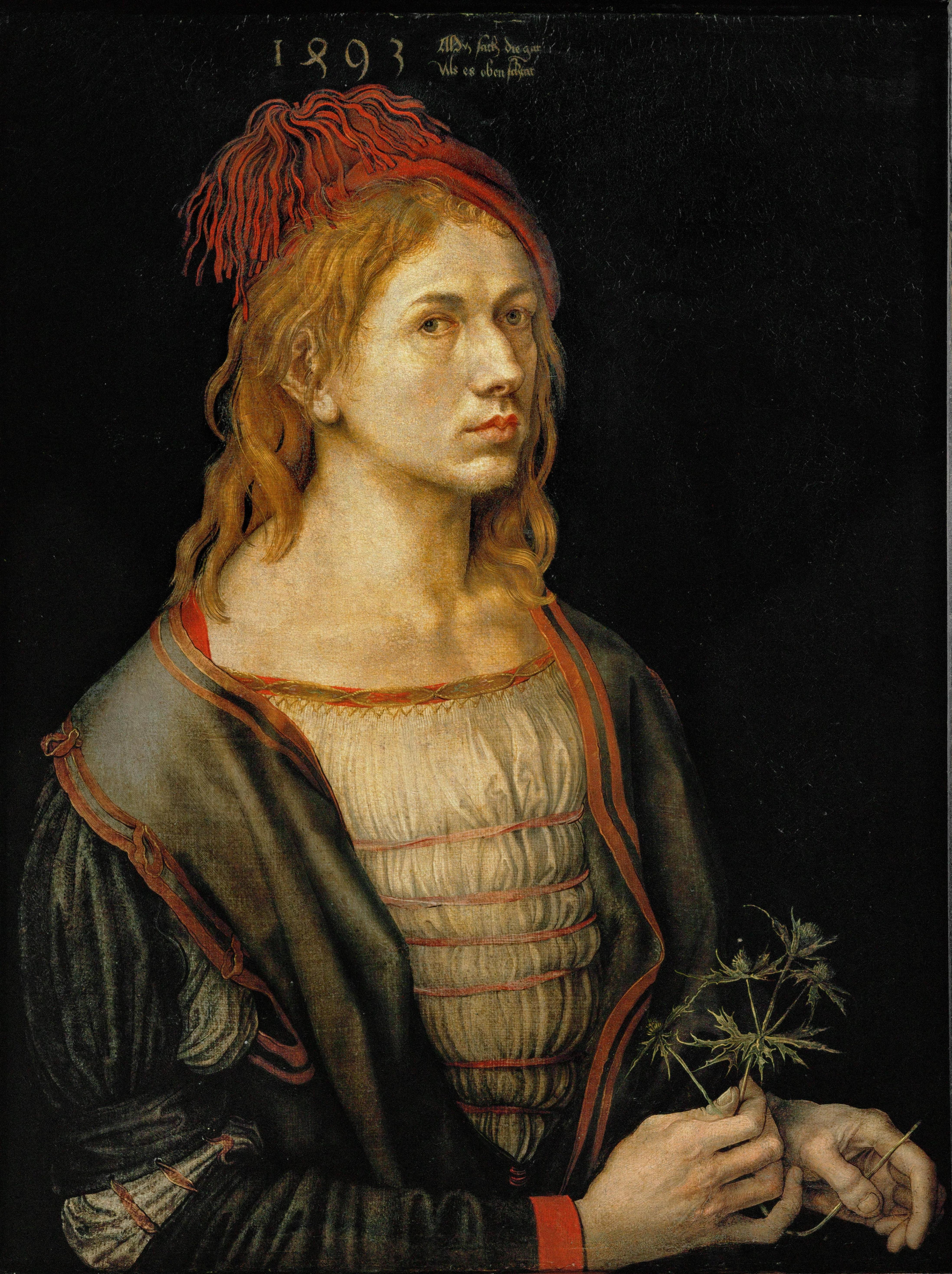
『自画像』(1493年) ルーヴル美術館　(パリ)
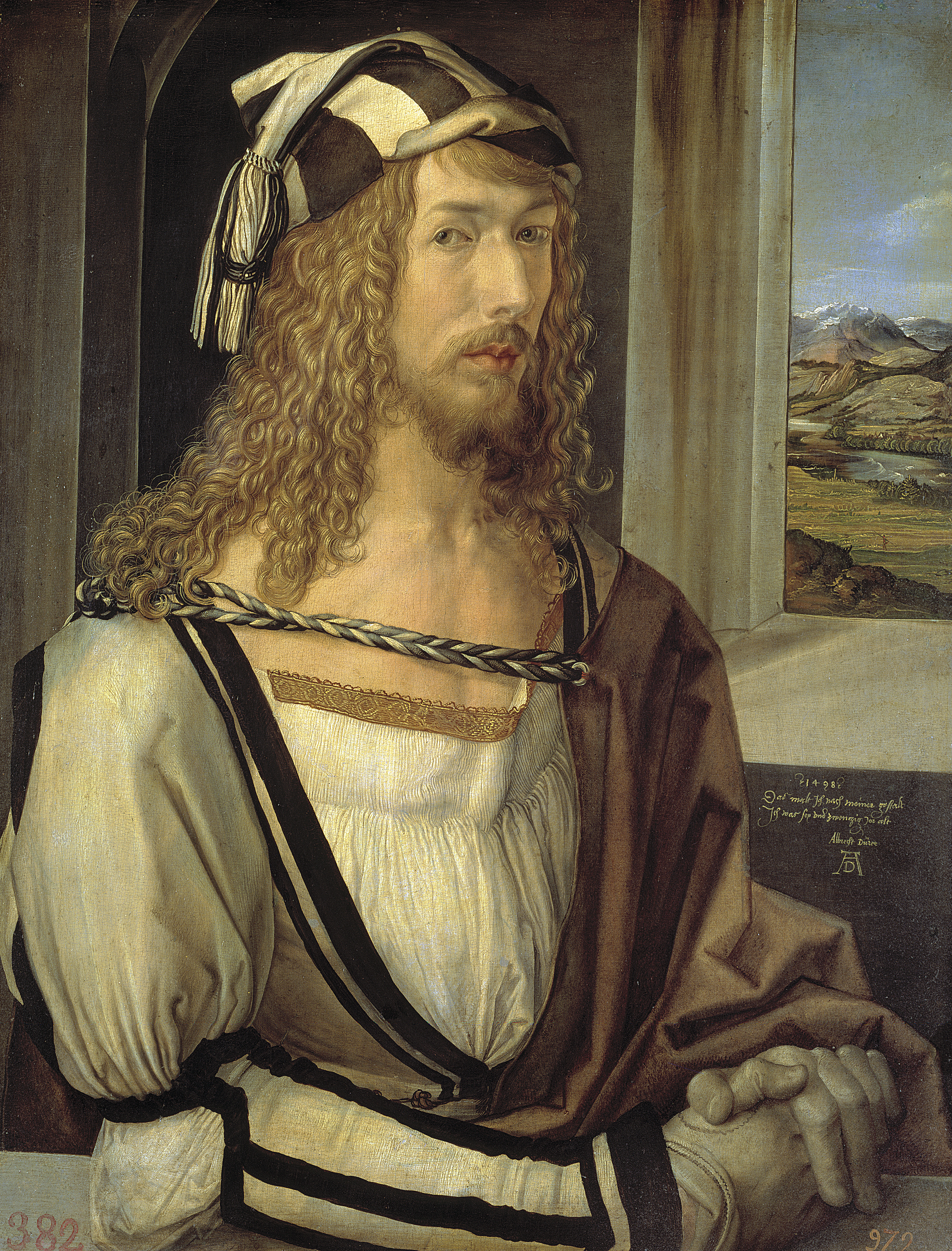
『自画像』 (1498年) プラド美術館 (マドリード)
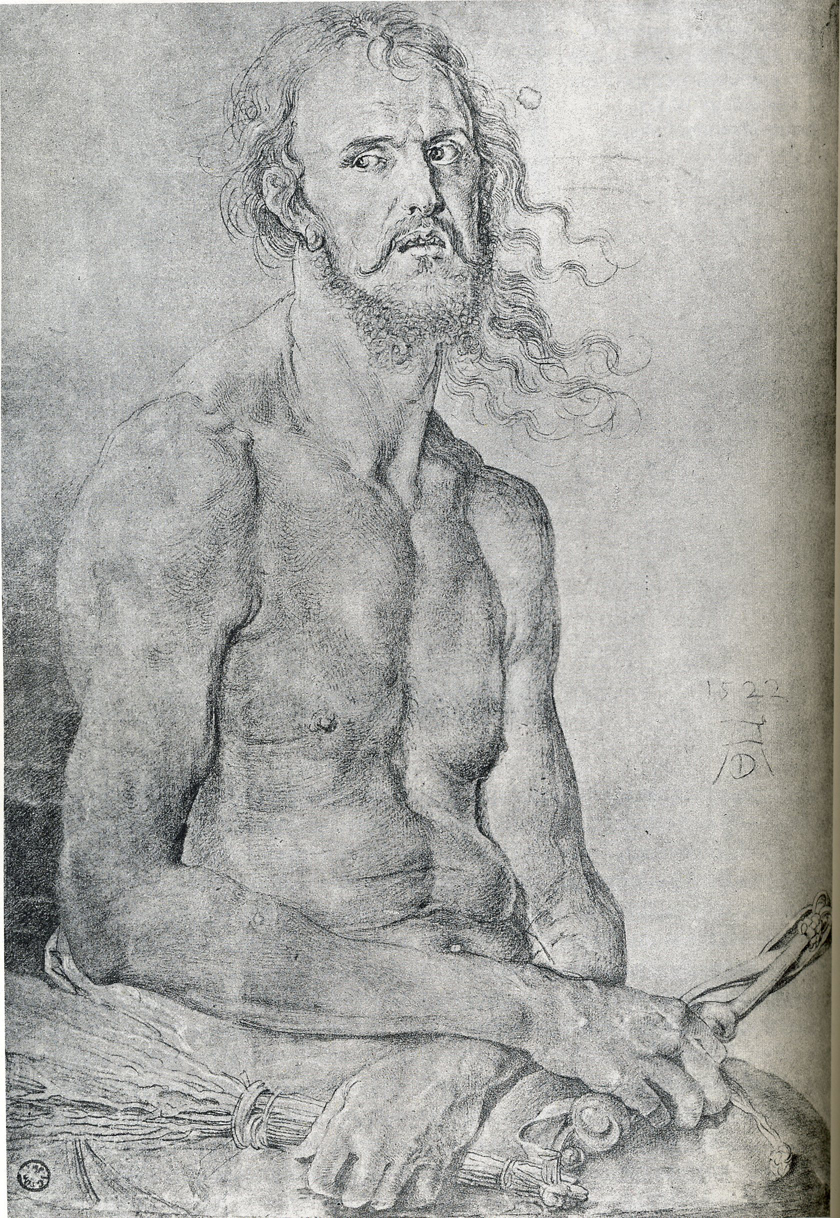
『悲しみの人 (キリスト) としての自画像』 (1522年) クンストハレ (ブレーメン)